# Sebastián Lerdo de Tejada
Sebastián Lerdo de Tejada y Corral (ur. 24 kwietnia 1823, zm. 21 kwietnia 1889) – meksykański polityk i prezydent tego kraju w latach 1872-1876.
Tejada urodził się w Xalapa w stanie Veracruz w kreolskiej rodzinie. Przez 5 lat studiował teologię w seminarium duchownym w Puebli, następnie kształcił się w Colegio de San Idelfonso gdzie w wieku 29 lat ukończył prawo.
W swojej karierze politycznej znany był z aktywnego uczestnictwa w stronnictwie liberałów, którzy walczyli o władzę z konserwatystami. Był także zwolennikiem Benito Juáreza. W 1857 r. został ministrem spraw zagranicznych w gabinecie Ignacio Comonforta, funkcję tę sprawował przez okres trzech miesięcy. W 1861 r. został przewodniczącym Izby Deputowanych.
W czasie interwencji francuskiej i krótkiego okresu rządów Maksymiliana I opowiedział się po stronie republikanów i wniósł znaczący wkład w walkę z okupantem. W gabinecie prezydenta Juáreza objął tekę ministra spraw zagranicznych. 18 lipca 1872 r. w trakcie trwających w kraju zamieszek rozpoczął sprawowanie urzędu prezydenta.
Początkowo udało się mu uspokoić sytuację w kraju. Przedsięwziął także pierwsze kroki w celu unowocześnienia kraju (m.in. budowa kolei). 24 lipca 1876 r. został wybrany na kolejną kadencję, ale został zmuszony do ustąpienia w wyniku zamachu stanu przeprowadzonego przez Porfirio Díaza. Wcześniej do osłabienia jego popularności przyczyniły się środki, jakie przedsięwziął w celu zabezpieczenia sobie wygranej w wyborach oraz próby ograniczania praw stanowych na rzecz rządu centralnego.
Resztę swojego życia spędził na wygnaniu w Nowym Jorku, pochowany został w Meksyku.
Znanym politykiem był także jego brat Miguel Lerdo Tejada.